# Kotoshōgiku Kazuhiro
Kotoshōgiku Kazuhiro (琴奨菊 和弘 en japonés) (30 de enero de 1984), nacido como Kikutsugi Kazuhiro (菊次 一弘 en japonés en Yanagawa, Fukuoka, Japón), es un luchador de sumo. Debutó como profesional en 2002 y llegó hasta la división más alta en 2005. Ha ganado siete premios especiales en su carrera y ha sido subcampeón en tres torneos, hasta que ser convirtió en campeón el 24 de enero de 2016, convirtiéndose así en el primer japonés en ganar un título en los últimos diez años. En 2011 había conseguido ascender hasta el grado de ōzeki, segundo más alto tras el de yokozuna.

## Biografía
Cuando era joven asistió a una exhibición de sumo y se hizo una fotografía con el futuro yokozuna Takanohana, lo que le ayudó a animarse a probar en este deporte. Formó parte del Instituto Meitoku Gijuku, conocido por contar con un duro programa de sumo. En 1998, en su tercer año de junior, ganó un torneo nacional y fue nombrado yokozuna junior de instituto. Continuó en el Instituto Meitok, y en su club llegaron dos luchadores mongoles de intercambio, el futuro sekitori Asasekiryū y el futuro yokozuna Asashōryū. Conociendo al dueño del centro Sadogatake, se unió a él tras conseguir el graduado.

## Historial
| Año (Honbasho) | Hatsu Basho (enero) (ciudad de Tokio) | Haru Basho (marzo) (ciudad de Osaka) | Natsu Basho (mayo) (ciudad de Tokio) | Nagoya Basho (julio) (ciudad de Nagoya) | Aki Basho (septiembre) (ciudad de Tokio) | Kyushu Basho (noviembre) (ciudad de Fukuoka) | Victorias / Derrotas / Ausencias |
| 2002           | Maezumo Hatsu Dohyō 0 - 0             | Jonokuchi 32 Este 6 - 1              | Jonidan 61 Este 7 - 0                | Sandanme 59 Oeste 5 - 2                 | Sandanme 29 Oeste 6 - 1                  | Makushita 46 Este 6 - 1                      | 30 - 5                           |
| 2003           | Makushita 20 Este 3 - 4               | Makushita 30 Este 4 - 3              | Makushita 24 Oeste 4 - 3             | Makushita 19 Este 5 - 2                 | Makushita 10 Oeste 3 - 4                 | Makushita 17 Oeste 3 - 4                     | 22 - 20                          |
| 2004           | Makushita 22 Este 6 - 1               | Makushita 6 Oeste 4 - 3              | Makushita 5 Oeste 5 - 2              | Jūryō 13 Este 10 - 5                    | Jūryō 5 Oeste 9 - 6                      | Jūryō 3 Oeste 10 - 5                         | 44 - 22                          |
| 2005           | Maegashira 16 Este 5 - 10             | Jūryō 4 Este 13 - 2                  | Maegashira 14 Este 10 - 5            | Maegashira 9 Este 8 - 7                 | Maegashira 6 Este 7 - 8                  | Maegashira 7 Este 6 - 9                      | 49 - 41                          |
| 2006           | Maegashira 10 Oeste 8 - 7             | Maegashira 8 Este 9 - 6              | Maegashira 3 Este 9 - 6              | Maegashira 1 Este 3 - 12                | Maegashira 7 Oeste 10 - 5                | Maegashira 2 Este 10 - 5                     | 49 - 41                          |
| 2007           | Maegashira 1 Eset 9 - 6               | Sekiwake 1 Oeste 7 - 8               | Komusubi 1 Oeste 7 - 8               | Maegashira 1 Este 5 - 10                | Maegashira 3 Oeste 10 - 5                | Komusubi 1 Oeste 9 - 6                       | 47 - 43                          |
| 2008           | Komusubi 1 Este 9 - 4 - 2             | Sekiwake 1 Oeste 8 - 7               | Sekiwake 1 Oeste 8 - 7               | Sekiwake 1 Oeste 6 - 9                  | Maegashira 1 Este 6 - 9                  | Maegashira 13 Este 9 - 6                     | 46 - 42 - 2                      |
| 2009           | Maegashira 1 Este 6 - 9               | Maegashira 2 Este 6 - 9              | Maegashira 6 Este 10 - 5             | Komusubi 1 Oeste 8 - 7                  | Sekiwake 1 Oeste 6 - 9                   | Maegashira 2 Este 10 - 5                     | 46 - 44                          |
| 2010           | Komusubi 1 Este 6 - 9                 | Maegashira 3 Oeste 10 - 5            | Komusubi 1 Este 9 - 6                | Sekiwake 1 Oeste 10 - 5                 | Maegashira 3 Este 9 - 6                  | Maegashira 1 Oeste 9 - 6                     | 48 - 42                          |
| 2011           | Sekiwake 1 Oeste 11 - 4               | —                                    | Sekiwake 1 Este 10 - 5               | Sekiwake 1 Este 11 - 4                  | Sekiwake 1 Este 12 - 3                   | Ōzeki 2 Oeste 11 - 4                         | 55 - 20                          |
| 2012           | Ōzeki 1 Oeste 8 - 7                   | Ōzeki 3 Oeste 9 - 6                  | Ōzeki 2 Oeste 10 - 5                 | Ōzeki 1 Oeste 10 - 5                    | Ōzeki 2 Este 2 - 2 - 11                  | Ōzeki 2 Este 8 - 7                           | 47 - 32 - 11                     |
| 2013           | Ōzeki 2 Oeste 8 - 7                   | Ōzeki 2 Oeste 8 - 7                  | Ōzeki 2 Este 11 - 4                  | Ōzeki 1 Oeste 9 - 6                     | Ōzeki 2 Este 10 - 5                      | Ōzeki 1 Oeste 1 - 2 - 12                     | 47 - 31 - 12                     |
| 2014           | Ōzeki 2 Este 9 - 6                    | Ōzeki 1 Oeste 8 - 7                  | Ōzeki 1 Oeste 5 - 10                 | Ōzeki 1 Oeste 12 - 3                    | Ōzeki 1 Este 9 - 6                       | Ōzeki 1 Este 6 - 9                           | 49 - 41                          |
| 2015           | Ōzeki 1 Oeste 9 - 6                   | Ōzeki 1 Oeste 8 - 7                  | Ōzeki 1 Oeste 6 - 9                  | Ōzeki 2 Este 8 - 7                      | Ōzeki 2 Oeste 11 - 4                     | Ōzeki 2 Este 8 - 6 - 1                       | 50 - 39 - 1                      |
| 2016           | Ōzeki 2 Este 14 - 1                   | Ōzeki 1 Este 8 - 7                   | Ōzeki 2 Este 10 - 5                  | Ōzeki 1 Oeste 1 - 6 - 8                 | Ōzeki 2 Oeste 9 - 6                      | Ōzeki 2 Este 5 - 10                          | 47 - 35 - 8                      |
| 2017           | Ōzeki 2 Oeste 5 - 10                  | Sekiwake 2 Este 9 - 6                | Sekiwake 2 Este 7 - 8                | Komusubi 1 Oeste 7 - 8                  | Maegashira 1 Oeste 10 - 5                | Komusubi 1 Este 6 - 9                        | 44 - 46                          |
| 2018           | Maegashira 2 Oeste 7 - 8              | Maegashira 3 Este 6 - 9              | Maegashira 5 Este 8 - 7              | Maegashira 1 Oeste 3 - 8 - 4            | Maegashira 8 Oeste 7 - 8                 | Maegashira 9 Este 10 - 5                     | 41 - 45 - 4                      |
| 2019           | Maegashira 4 Este 6 - 9               | Maegashira 8 Oeste 11 - 4            | Maegashira 1 Oeste 6 - 9             | Maegashira 5 Este 7 - 8                 | Maegashira 7 Este 6 - 9                  |                                              |                                  |